# 妮基·黑利
尼瑪拉塔·妮基·蘭達瓦·海莉（1972年1月20日—），旁遮普裔美國共和黨籍政治人物，曾任南卡罗来纳州州長、美國駐聯合國常任代表，當時是美国最年輕的州長，也是繼鮑比·金達爾之後第二位印度裔州長，且兩人均出身印度旁遮普邦。她同時也是南卡羅來納州第一位女性州長和美国历史上第三位非白人南部州長。

## 生平
海莉出身錫克教旁遮普裔家庭，1996年和白人丈夫迈克尔·黑利結婚後改信基督教聯合循道會。2016年她入選《時代雜誌》全球一百大最具影響力人物。
2016年11月，美國候任總統唐納德·特朗普宣布任命黑利為下一任美國常駐聯合國代表。然而她在特朗普选举期间也曾质疑特朗普的保护主义观点，共和黨初选期间也一直是其他候选人的支持者，直到大选最后投票才决定投给特朗普。2017年1月24日，美國參議院確認特朗普提名的黑利為新任美國常駐聯合國代表。
海莉在抵达联合国向秘书长古特雷斯递交國书后在纽约联合国总部召开的首次记者会上说，川普政府将支持美国的盟友。然而海莉针对川普总统政策的反对者发出了警告，她说：“对于那些不准备支持我们的人，我们会记下你们的名字，我们会明确表示我们将做出相应的回应。不过，现在是一个力量的时代，一个行动的时代，一个做实事的时代。川普政府做好了准备，让我来到这里，观察联合国，行之有效的，我们会进一步改善，行之无效的，我们会努力纠正。任何看起来已经过时或不必要的，我们会将其抛弃。”
消息指黑利于2018年10月9日辞去这一职务，其後總統特朗普表示其會在2018年底離職。
2019年11月12日，黑利在《福克斯新闻》上公開評論香港反送中運動：「如果香港倒下，台湾将是下一个。」、「中国一直想要他们噤声，不管是戴上或拿下他们的面罩，或是到处装上监视摄像头。我们应该通过我们发声的力量来为那些正在为他们的自由而奋斗的人奋斗。这也是整个香港抗议的意涵：如果香港倒下，台湾将是下一个。这也是为什么美国人民必须关注香港人正在试图要做的事。」

## 2024年美國總統選舉
2023年2月14日，黑利正式宣佈參選2024年共和黨總統初選，希望代表共和黨參選2024年美國總統選舉，這使她成為前總統川普2024年總統競選的第一個挑戰者。黑利將成為繼鮑比·金達爾和現任美國副總統賀錦麗之後第三位尋求總統提名的印度裔美國政治家。
2024年3月6日，黑利宣佈退出2024年共和黨總統初選。

## 著作
- 《不能是一种选择：我的美国故事》—2012年4月3日（ Can't Is Not an Option: My American Story Hardcover – April 3, 2012）美国前驻联合国大使的回忆录，讲述了家庭、希望和美国梦的力量。
- 《恕我直言：用勇气和恩典保卫美国》-2019年11月12日 （With All Due Respect: Defending America with Grit and Grace Hardcover – November 12, 2019）美国前驻联合国大使写的一本关于我们这个时代最重要事件的揭露性、戏剧性、极具个人色彩的书。
- 《如果你想做点什么：大胆女性的领导力教训》-2022年10月4日 （If You Want Something Done: Leadership Lessons from Bold Women Hardcover – October 4, 2022）共和党总统候选人尼基·黑利的这本亲密而鼓舞人心的书赞美了世界上最具标志性的女性领导人。